# Bózsva
Bózsva là một thị trấn thuộc hạt Borsod-Abaúj-Zemplén, Hungary. Thị trấn này có diện tích 16,39 km², dân số năm 2010 là 184 người, mật độ 11 người/km².